# VisualEditor
Trình soạn thảo trực quan (tiếng Anh: VisualEditor, viết tắt VE) là một trình soạn thảo văn bản đa dạng thức trực tuyến cho MediaWiki cung cấp một cách trực quan để chỉnh sửa các trang dựa trên nguyên tắc "những gì bạn thấy là những gì bạn nhận được". Phần mở rộng MediaWiki này được phát triển bởi Wikimedia Foundation hợp tác với Wikia. Vào tháng 7 năm 2013, nó được bật theo mặc định trên một số dự án Wikipedia lớn nhất.
Wikimedia Foundation coi đây là dự án kỹ thuật thách thức nhất cho đến nay, trong khi The Economist gọi đây là sự thay đổi quan trọng nhất của Wikipedia. Theo The Daily Dot, việc theo đuổi sự tham gia rộng rãi hơn của Wikimedia Foundation có thể có nguy cơ khiến các biên tập viên hiện tại xa lánh. Vào tháng 9 năm 2013, VisualEditor của Wikipedia tiếng Anh đã được thay đổi từ chọn không tham gia thành chọn tham gia, sau các khiếu nại của người dùng, nhưng nó đã được đưa trở lại khả dụng theo mặc định (chỉ dành cho người dùng đăng ký mới) vào tháng 10 năm 2015 sau khi được phát triển thêm. Một nghiên cứu năm 2015 của Wikimedia Foundation cho thấy VisualEditor không cung cấp các lợi ích mong đợi cho các biên tập viên mới.